# Koortsboom

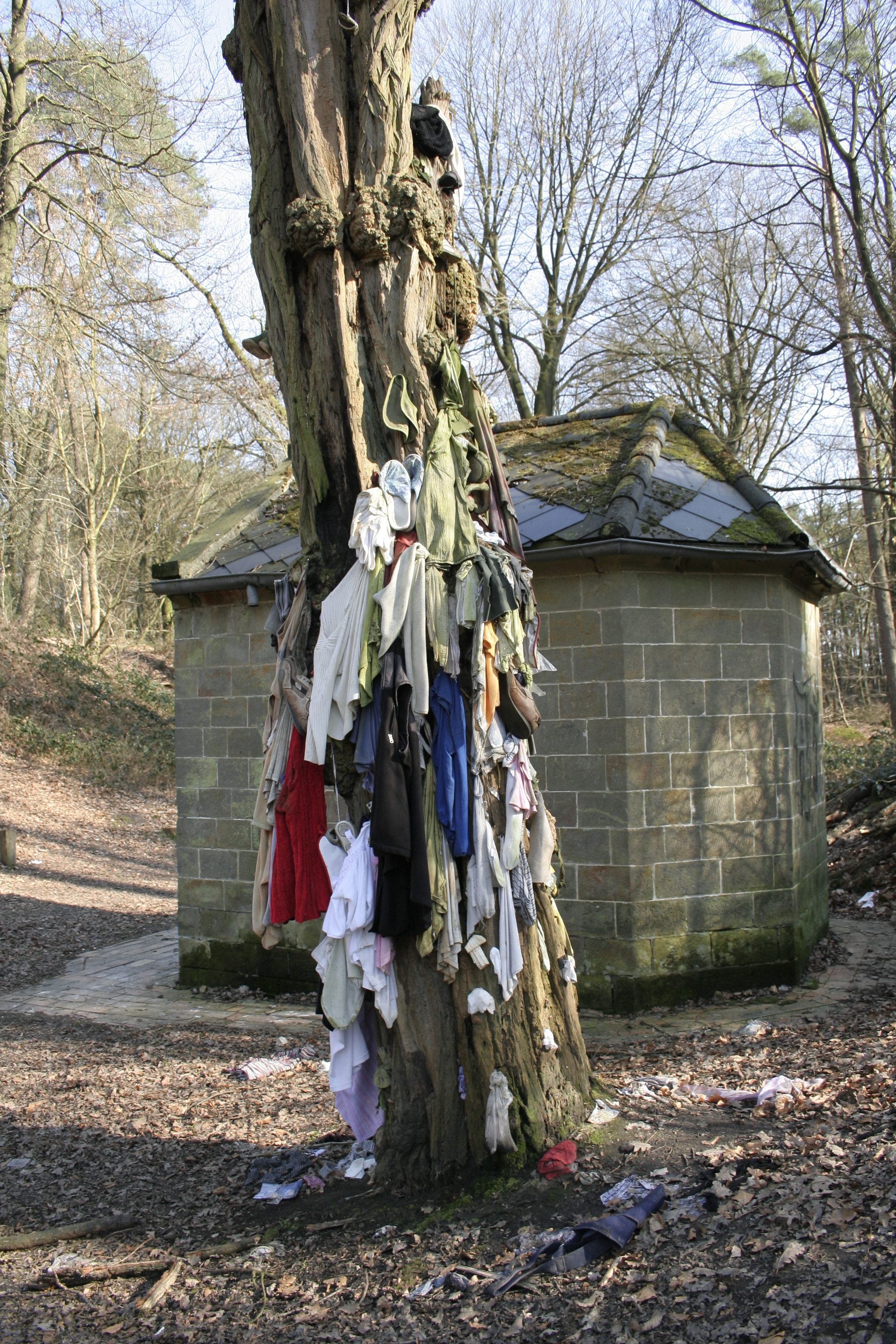
Een koortsboom, of lapjesboom, met kapel

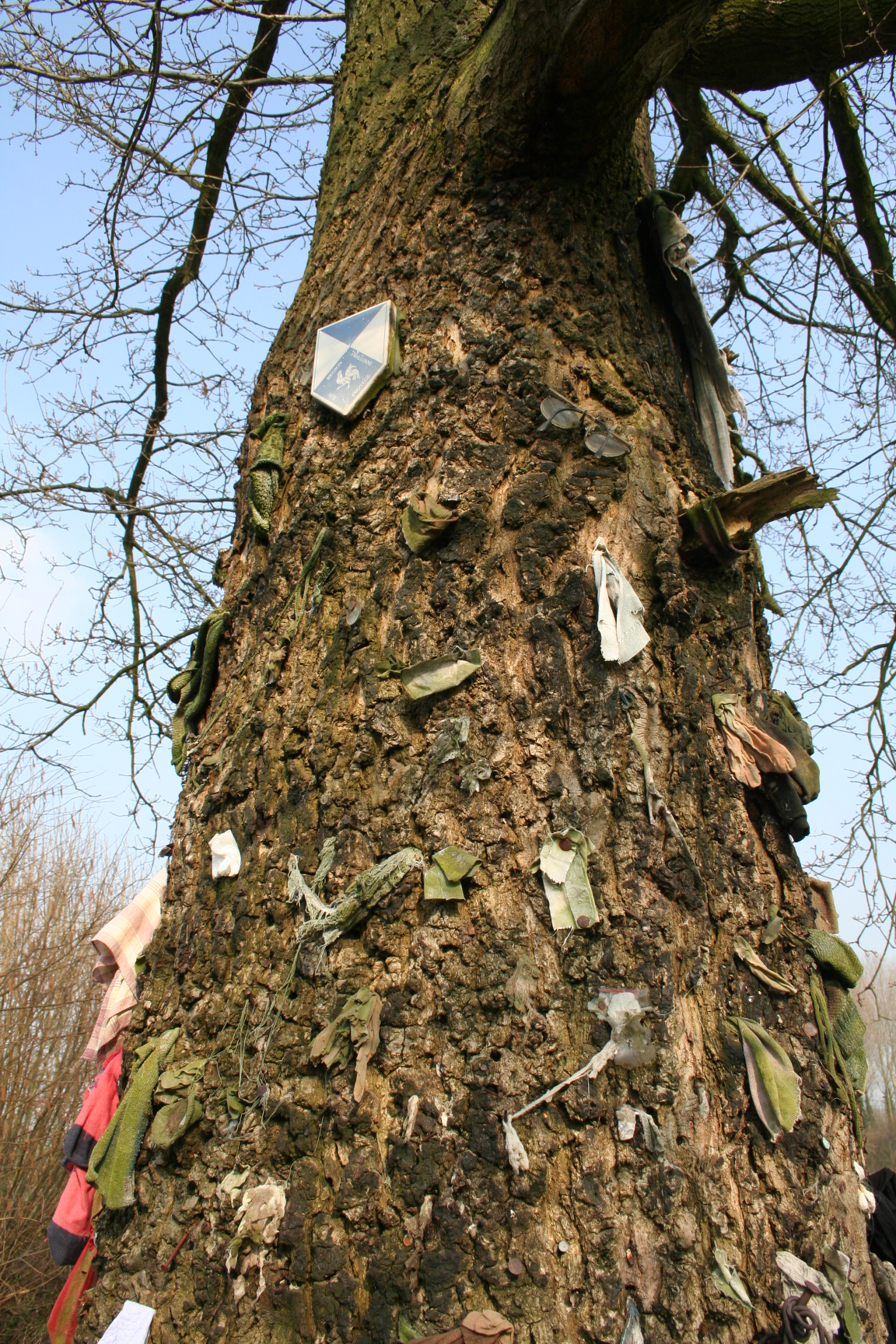
Boom met ex voto's

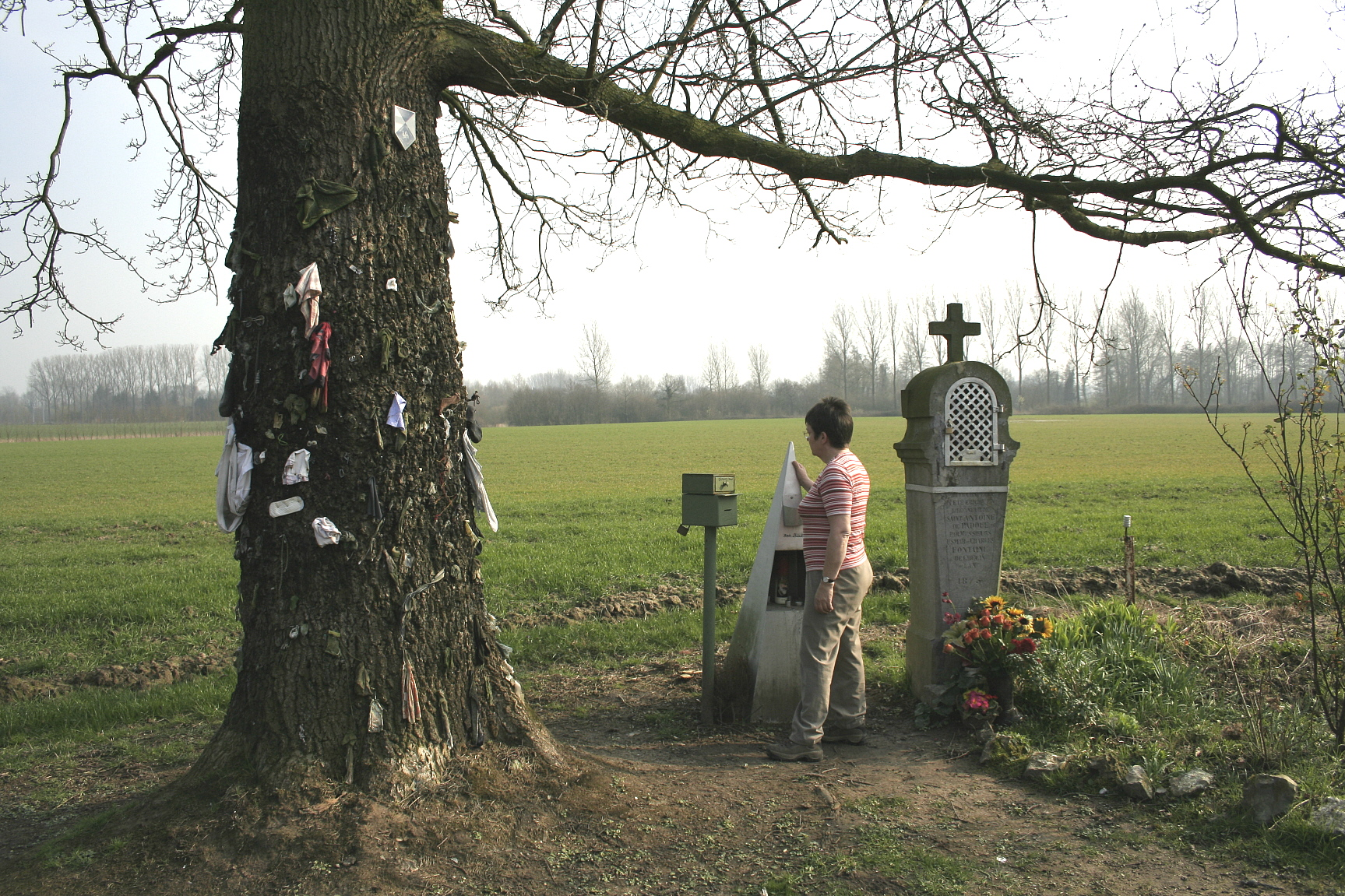
Lapjes in een boom in België

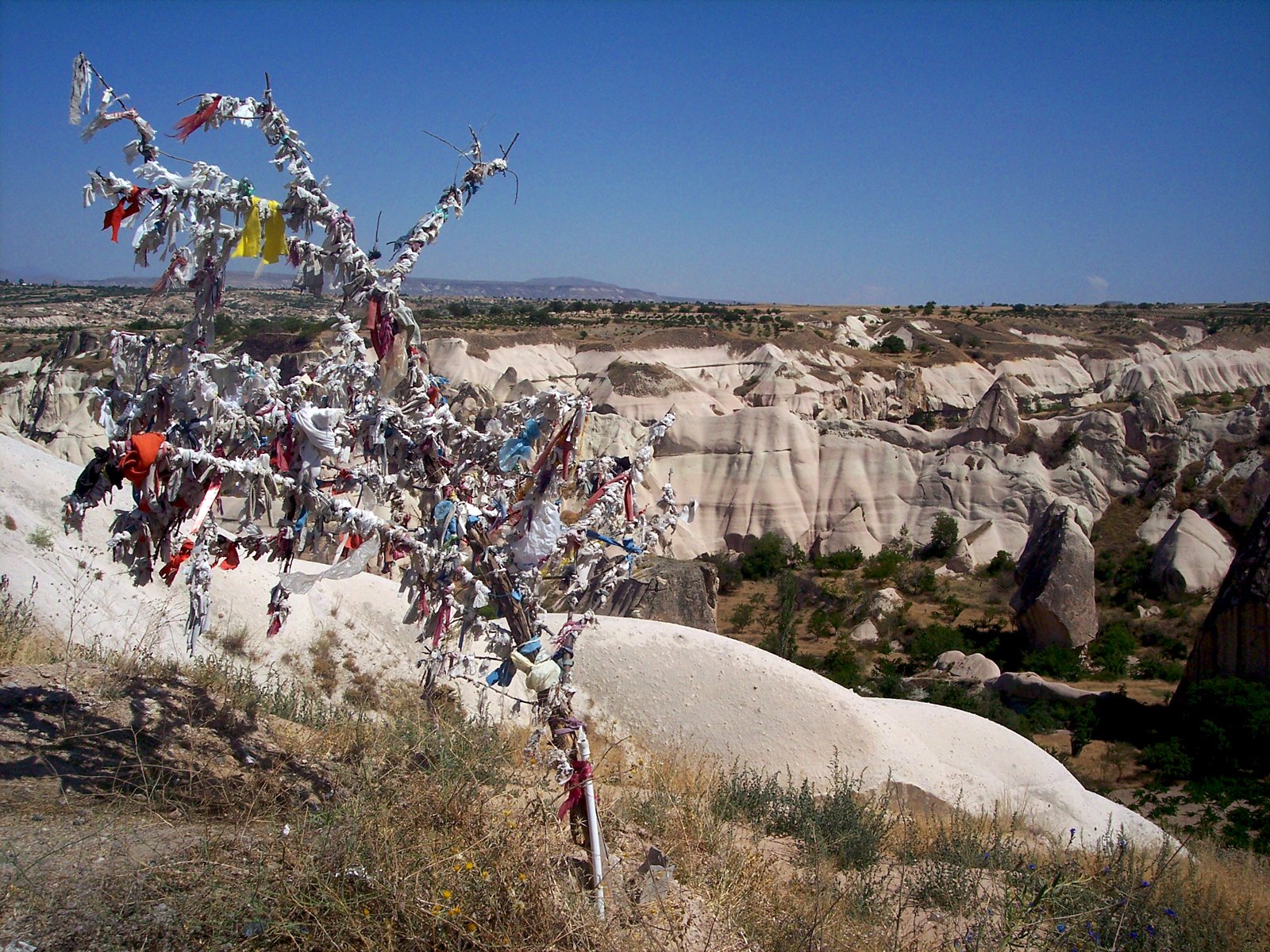
Een wensboom in Turkije, hier zou een wens vervuld worden na het achterlaten van een lapje stof, dit gebruik heeft overeenkomsten met het gebruik rondom een lapjesboom

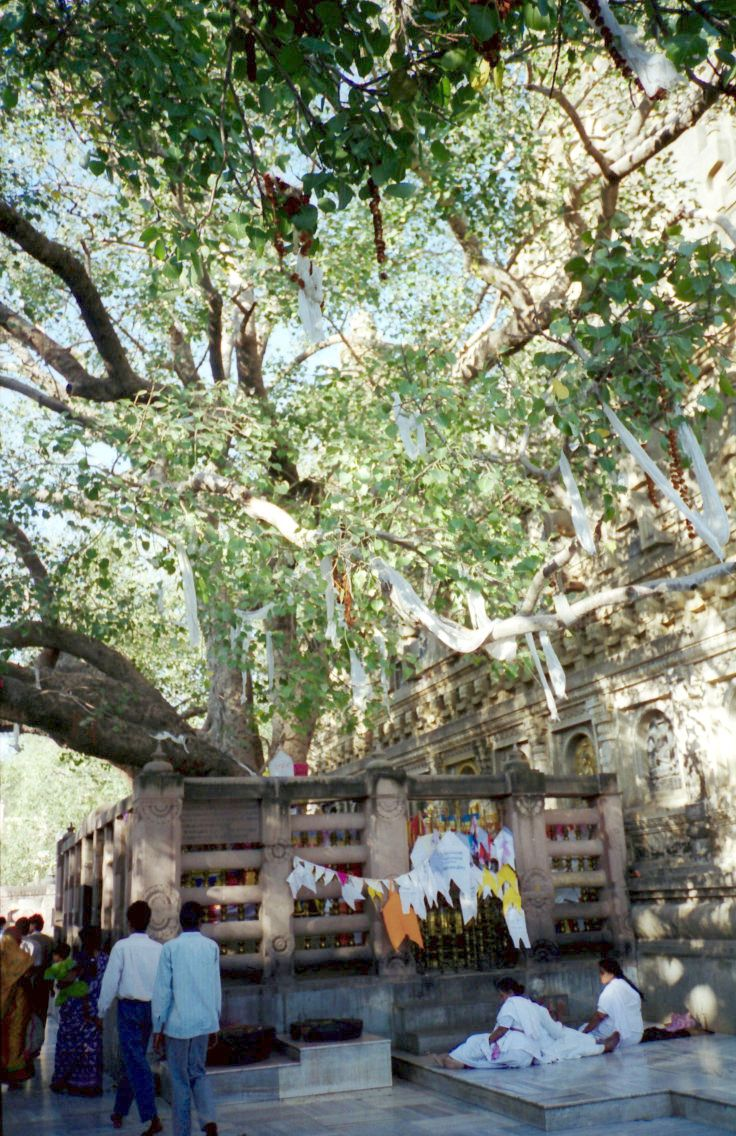
Ook in India spelen bomen een belangrijke rol bij zieken

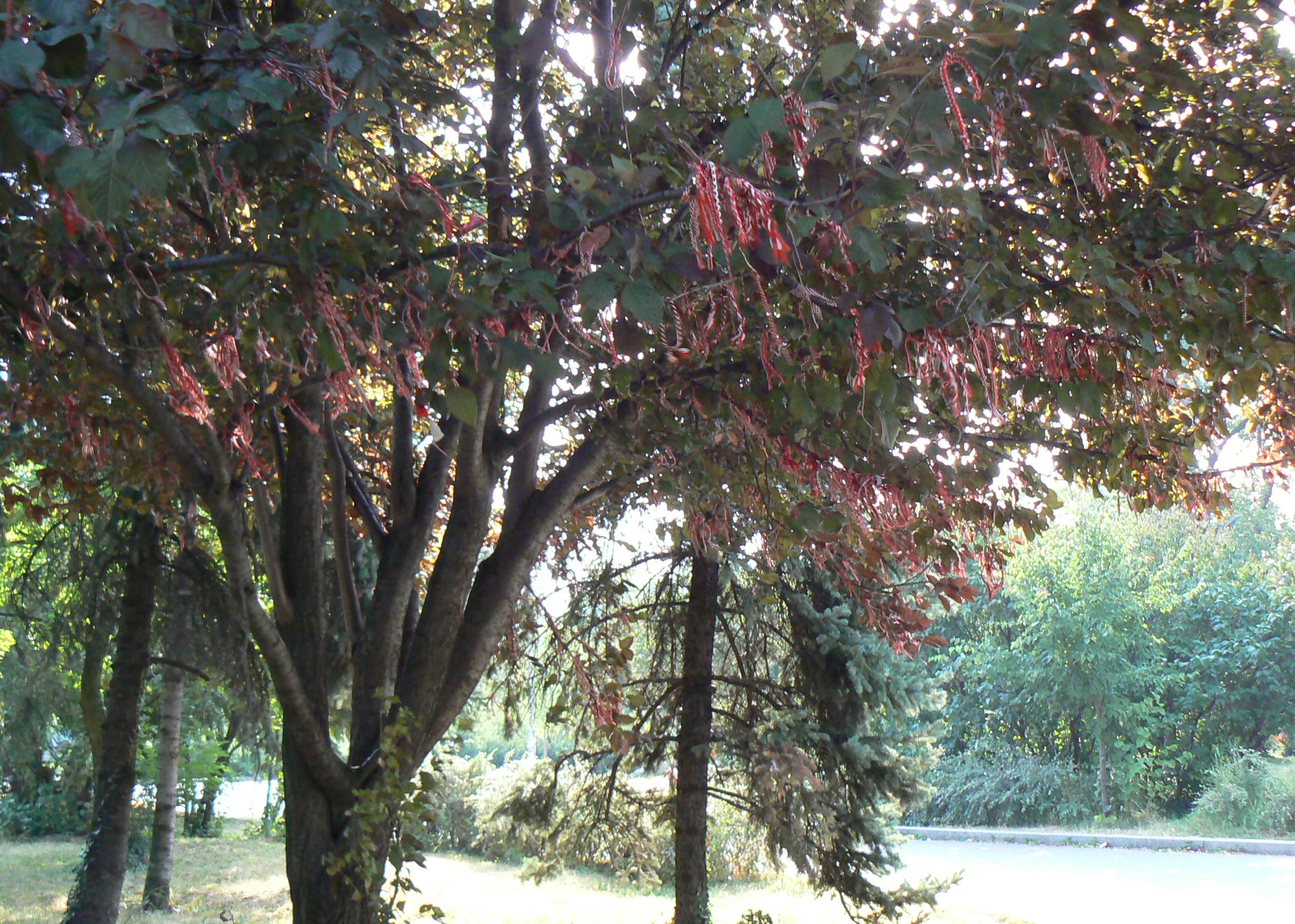
Marteniza-boom in Bulgarije

Bij een koortsboom (ook wel lapjesboom genoemd) kan men volgens het volksgeloof koorts, of een ziekte in het algemeen, afbinden. Vaak gaat het om een (zomer)eik, maar ook andere boomsoorten zoals de linde worden genoemd. Daarnaast is ook de naam fetisjboom in gebruik, omdat het niet alleen kledingstukken zijn bij alle bomen.
Het volksgeloof vertelt dat als een lapje stof aan een speciale boom wordt gebonden, deze boom ervoor zorgt dat de koorts verdwijnt. Het lapje draagt de koorts over aan de boom en moest wel in aanraking komen met de patiënt, het was vaak een stukje van een kledingstuk.

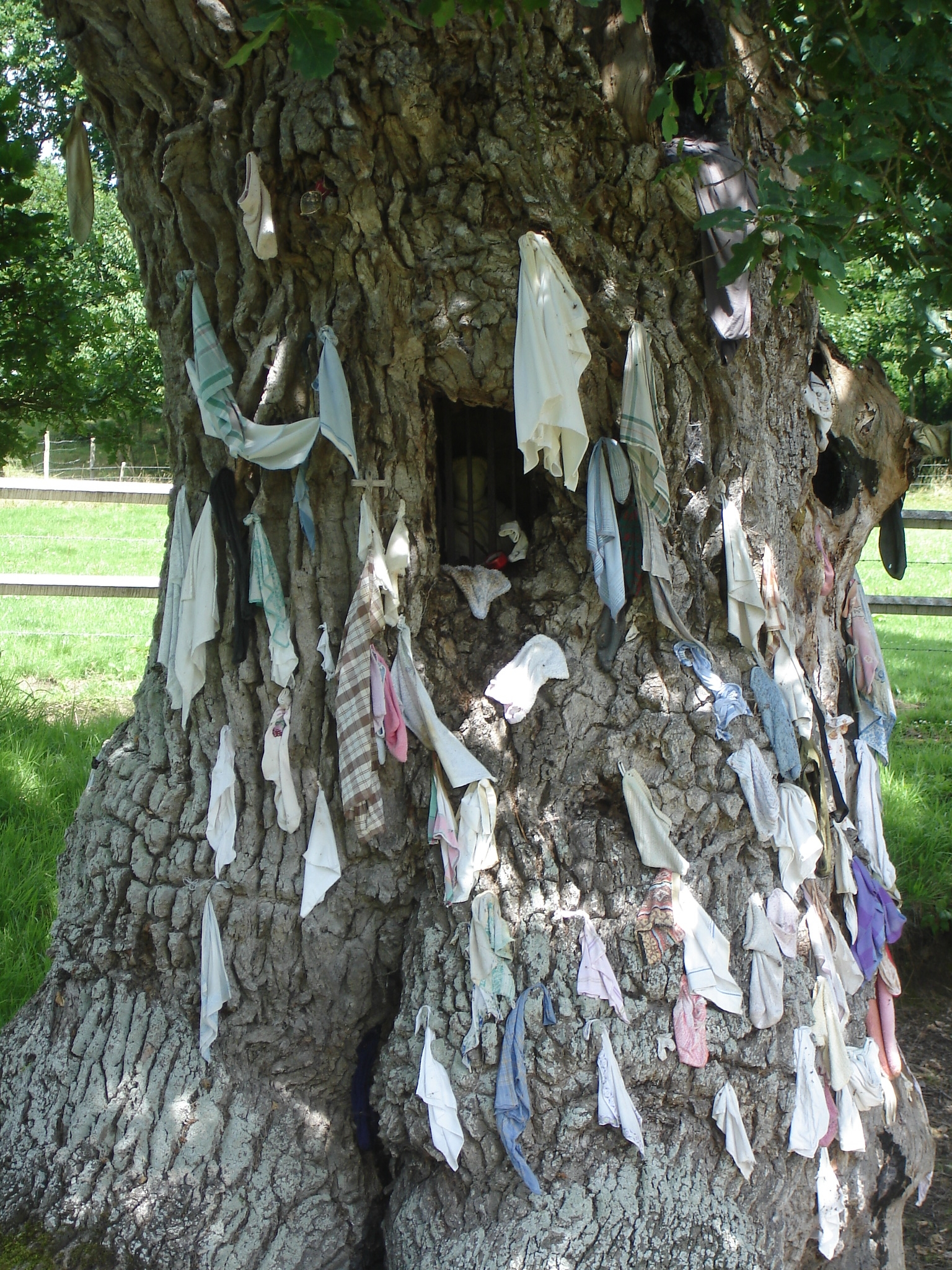
De duizendjaar oude eik van Saint-Méen

In vroeger tijden werd de stof door familie of buren aan de boom gebonden, dit mocht echter door niemand worden waargenomen en dit werd vaak 's nachts gedaan. Ook mocht degene die de lap stof achterliet niet omkijken als men de plek verliet. Als men een lap stof (of ander voorwerp) wegneemt van de koortsboom, zou de ziekte overgaan op de persoon die het voorwerp bezit.
Koortsbomen worden in verband gebracht met heilige heuvels waar ook wel munten, sieraden of andere voorwerpen begraven werden met hetzelfde doel; de patiënt te genezen door de ziekte aan een voorwerp over te dragen. Er zouden (zeven) kuilen of paden rond de heuvel liggen.
Nog altijd zijn er bomen aanwezig waar lapjes stof aan worden gebonden, alhoewel er veel moeite is gedaan dit oude gebruik te laten verdwijnen. Tegenwoordig worden niet alleen afgescheurde lapjes, maar ook bijvoorbeeld zakdoeken achtergelaten. Dit doet denken aan het kinderliedje zakdoekje leggen, niemand zeggen.... Bij dit liedje horen overigens spelregels die erg lijken op de gebruiken rondom de koortsboom (zie hiervoor: Zakdoekje leggen).
Er zijn vele sagen en legenden rondom de plekken waar een koortsboom staat of heeft gestaan. Vaak zijn de bomen gerooid en op de plek is vaak een kruis, kapel of ander bouwwerk opgericht, soms echter is de oude boom nog altijd vlak bij het bouwsel aanwezig.
De Eucalyptus gunnii wordt een koortsboom genoemd.

## Plaatsen met een koortsboom
Er zijn vele koortsbomen geweest, vaak zijn de bomen gerooid met het doel de oude gebruiken te laten verdwijnen. De koortsbomen zijn echter niet uit de geschiedenis te wissen, er zijn vele verwijzingen te vinden naar de koortsboom en de bedevaarten naar deze cultusplaatsen.

### Alphen
Heilige Jan de Doper / lindeboom
- Ten zuidoosten van Alphen, aan de Romeinse heerweg van Bavai (Noord-Frankrijk) naar Utrecht, lag in de Middeleeuwen het Hof ter Braeke (vanaf circa 1100 een bezitting van de Tempeliers, vanaf 1313 een commanderij van de johannieterorde).
- Bij de hofstede stond een kapel gewijd aan de patroon van de ridders van St. Jan (ook wel johannieters, maltezer- of hospitaalridders genaamd); Johannes de Doper.
- Bij de kapel stond een oude lindeboom die in 1924 is geveld.
- Pelgrims kwamen op 24 juni naar deze plaats.
- De kapel is in 1822 afgebroken wegens instortingsgevaar, het klokje uit de kapel kwam terecht in de koortsboom bij de splitsing van Terover naar Hondseind. Daarvandaan is het door pastoor Cornelis de Wilde (1833-1874) overgebracht naar de pastorie, met als doel de verering bij de boom tegen te gaan. In 1934 kreeg het klokje een plaats in het Martinuskapelletje aan de Druisdijk te Alphen.
- W. van Hees, die in 1841 werd geboren op Prinsenhoef (het voormalige Hof ter Braeke), noteerde in 1915 dat zowel voor als na de afbraak van de kapel herders tot St. Jan kwamen bidden voor hun schapen.

### Bergharen
Onze Lieve Vrouw ter Nood Gods / lindeboom
- De verering op de Molenberg, die tegenwoordig Kapelberg wordt genoemd, dateert uit de 14e eeuw.
- In 1606 meldde de provinciale synode te Nijmegen dat er weder nieuwe affgoderye ende bedevaert opgerecht ijs tot [Berg-] Haeren in Mas ende Wael, aldaer een Lieve Vrouwe gestelt ijs ende die op verleden Maendagh na Pynxsteren van een grooten aentael volcx ende eenighe notable (die dese afgooderije na landtsz recessen behooren te verhinderen) besocht ende gheehrt gewest ijs.
- In 1621 werd de uithof verkocht en later werd de kapel gesloopt, de plek bleef echter een cultusplaats en men moest de Kapelberg laten bewaken. Dit werkte niet, zelfs 's nachts kwam men naar de plek.
- Vanaf de tweede helft van de 17e eeuw concentreerde de verering zich op een lindeboom die omstreeks 1664 was geplant op de plaats waar eens de kapel had gestaan. Men hing behalve lapjes ook ex voto's in de boom, maar deze zijn in 1938 allemaal verwijderd.
- In 1964 werd het 'heilig boomke' of 'bumke' door een lentestorm geveld, maar de achtergebleven boomresten zijn echter weer uitgelopen.
- Het beeld in de kapel stelt een piëta voor en is vervaardigd van eikenhout en opnieuw gepolychromeerd. Oorspronkelijk werd het hart van Maria, die de dode Jezus Christus na de kruisafname op haar schoot houdt, doorboord door een zwaard[1]. Dit werd in 1930 bij een restauratie verwijderd.

### Breda
Koortsboom / plataan
- In het Liesbos bij Breda is een koortsboom omgehakt op 21 juni 1931, het was een eik. Men wilde een eind maken aan het heidense gebruik van het ophangen van lapjes in de boom. In 1994 werd een plataan, die vlak bij de plek waar de eik stond groeit, als plaatsvervangende koortsboom in gebruik genomen.

### Dordrecht
Onze Lieve Vrouwkapel (van de Dorrenboom)
- Volgens Theodorus Cornelii, pastoor van Dordrecht sinds 1605, werden hier vooral mensen genezen van koorts. Zij zouden als votiefgeschenk hun kousenbanden hebben opgehangen, waarvan er nog in 1572 vele te zien waren. In 1572 werd de kapel, die in 1452 verheven was tot parochiekerk, verwoest.

### Eersel
Koortsboom (linde); verering Heilige Odrada
- De koortsboom bevond zich op de Lijnt of Lindakkers, ten noorden van de kerk.
- Ook bij deze boom zou een Onze Lieve Vrouwenbeeld aanwezig zijn geweest, in de classisvergadering (10 april 1646) werd bepaald dat ordre mochte gestelt worden, om het nieuw opgeraepte vrouwen-beeldeken tot Eersel weg te nemen, waermede so men verstaet grote Afgoderije bedreven wort
- De armmeester vroeg de Raad van State in 1646 of er een collectebus bij de boom geplaatst mocht worden, het gecollecteerde geld zou uitgedeeld worden aan de armen.
- De classis Peel- en Kempenland liet in 1750 een overzicht maken van cultusplaatsen met als doel 'dat de sogen[aamde] geweijde of Heilige Eijken of Linden sullen werden uijtgeroeijt, so er te Eersel, en Asten, of elders anders mogte weesen.
- In 1792 schreef dominee Theodorus Ross onder meer dat de katholieken op zondagen bij een boom 'bijgelovigheden' praktiseerden en daarmee 's lands plakkaten schonden en tevens de dominee en de lokale protestantse gemeenschap ergerden.
- In 1895 raakte de linde beschadigd door brand, maar hij stierf niet, hij werd in vieren gespleten.
- Dominee Stephanus Hanewinkel schreef: Kruipt men thands op helderen dag om den heiligen Lindeboom (eertijds deed men dit 's avonds). Men gaat ook wel zachtjens rondöm denzelven, staat nu en dan stil; in den bast steekt men ook wel Spelden, op dat de geenen, die de Koorts hebben, er door zouden geneezen worden; alles geschied biddende en prevelende. De katholieken knielden en kropen terwijl ze paternosters en avemaria's prevelden.
- Door Rijken (1930) en in Vrijheid aan de Run (1948) wordt het voorgesteld alsof het takje dat de Heilige Odrada in de grond stak, uitgroeide tot de heilige Linde van Eersel.
- In de oude en dikke, holle lindeboom huisden ook gevaarlijke krachten in de gedaante van heksen en katten, die er omstreeks het middernachtelijk uur rondspookten, een tijdstip waarop men de lindeboom beter kon mijden.

### Overasselt

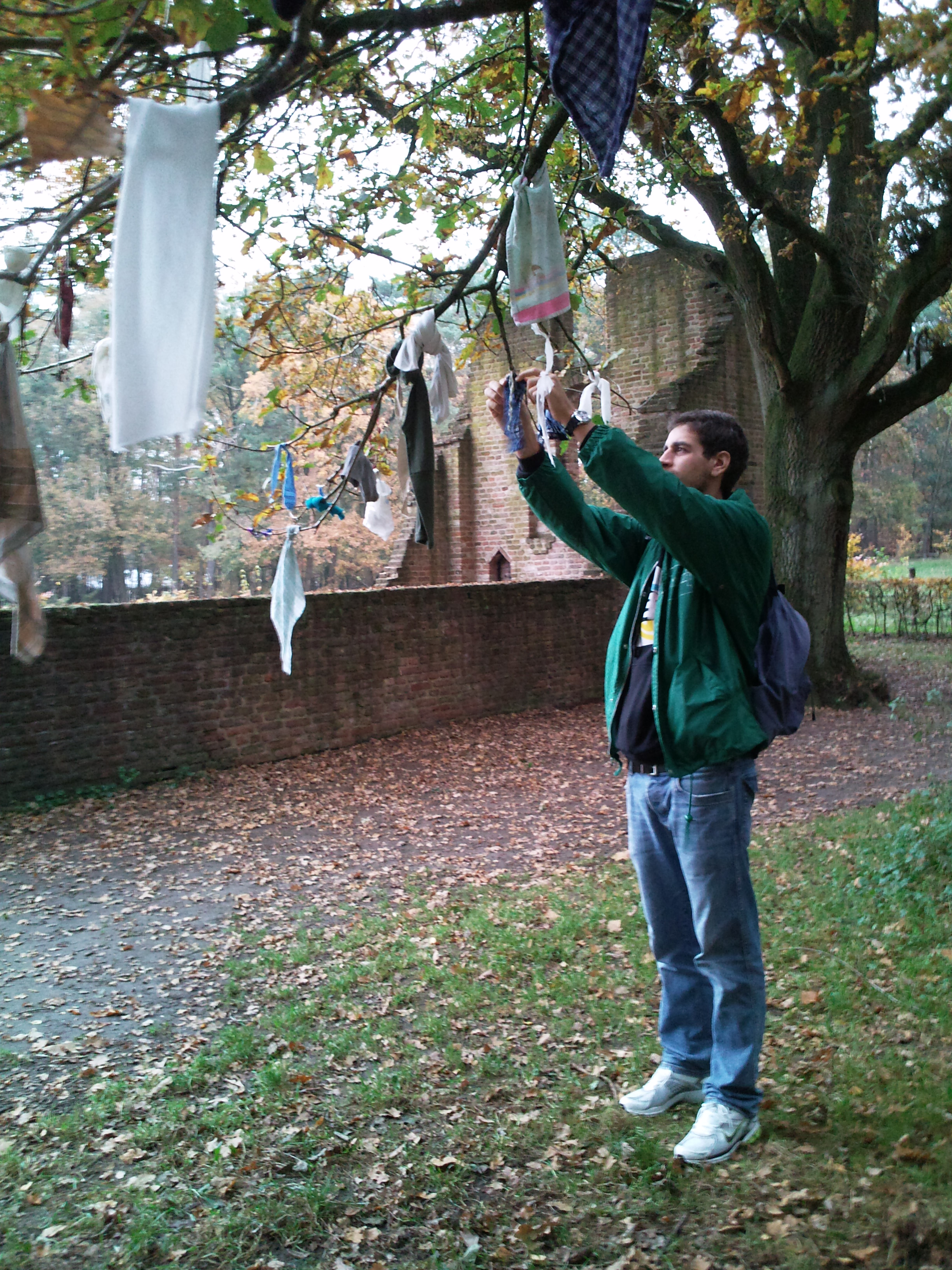
Jonge koortsboom op de voorgrond, kapel en oude boom op de achtergrond

Koortsboom / Sint Walrickkapel (ook wel Walricus).
- Er is een legende over de hoofdman van de Hoemannen, hij vroeg Sint-Willibrord zijn zieke dochter te genezen en hing lapjes in een boom. De dochter genas en beide bekeerden zich uit dankbaarheid tot het christendom. De andere hoemannen brachten de hoofdman en zijn dochter om door hun hut in brand te steken, er werd een kruis geplaatst op deze plek.
- Ook Karel de Grote zou volgens een legende in 777 lapjes in de boom gehangen hebben, hij liet een kapel oprichten bij de zomereik (Quercus robur) ter ere van Sint-Willibrord. Dit oprekken in de tijd wordt toegeschreven aan de katholieke Wychense onderwijzer Gomarius Mes, die veel succes had met het in een katholiek perspectief plaatsen van lokale legendes.[2]
- De (gerestaureerde) rechthoekige ruïne van de Sint-Walrickkapel staat nog altijd bij de boom. Tot in de jaren 50 van de twintigste eeuw werden er pelgrimstochten naar deze plek gehouden, ze vonden plaats op de vrijdagen in de vasten en op tweede Paas- en Pinksterdag.
- D. Teunissen heeft met onderzoek aangetoond dat de oorspronkelijke kapel niet voor Sint-Willibrord, maar ter ere van Sint Walrick werd gesticht. In deze kapel werd gebeden voor de mensen met koorts vroeger was koorts namelijk een ernstige ziekte waarvan de meeste mensen eraan overleden.  De kapelruïne heeft nu door meerdere restauraties een ander uiterlijk dan de oorspronkelijke kapel die tot een kloosterboerderij van de benedictijnerabdij Saint-Valery-sur-Somme behoorde.
- Er is een steen aanwezig uit Lourdes, hierop is een beeld van Maria met kind geplaatst. deze koortsboom en kapel staat in overasselt op het scoutingterrein st.walrick mensen hingen doekjes in de boom om weer te genezen als je een doekje had opgehangen en je liep weg zonder om te kijken zou je worden genezen maar als je terug naar de boom keek bleef je ziek.

### Schijndel

Wapen van Schijndel

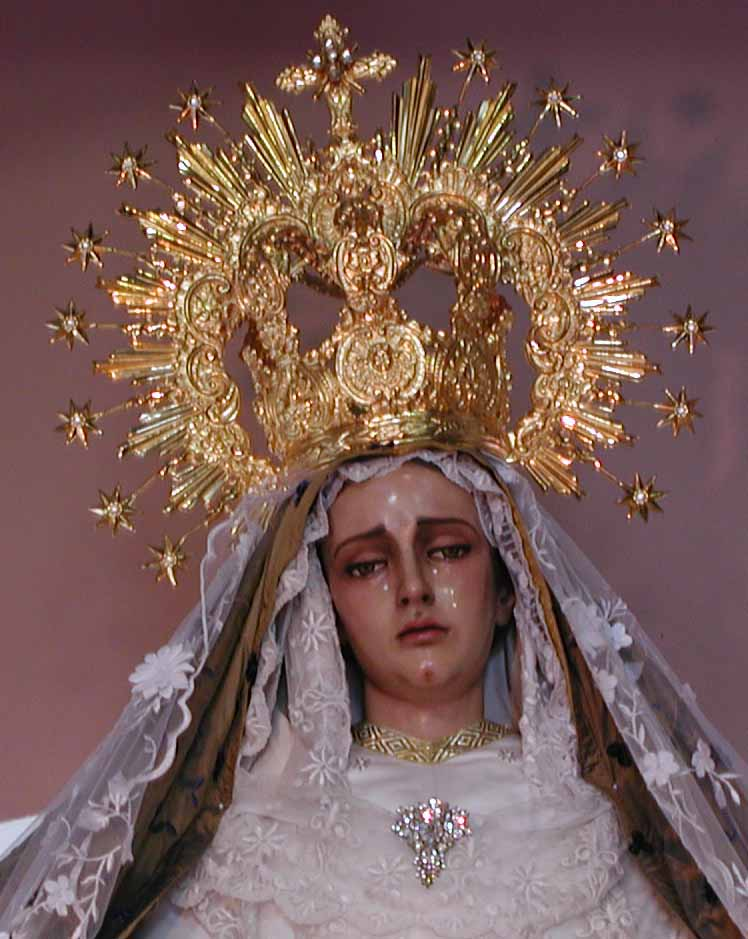
Onze-Lieve-Vrouw van Smarten

Mijldoorn - Heilige heuvel, Heilige Eik (koortsboom), Onze Lieve Vrouw van Zeven smarten
- Er vonden in de 18e en 19e eeuw bedevaarten plaats naar de Mijldoorn, waarschijnlijk lag de cultusplaats bij de verdwenen driesprong met de naam d’n Tip of bij het iets zuidelijker gelegen Creijspot.
- Ook de Dennenboomsehoeve wordt als locatie van de cultusplaats genoemd, de heilige eik zou omstreeks 1950 nog aanwezig zijn geweest. In 1832 lag aan het eind van het laantje bij de hoeve een ‘bos tot vermaak’.
- In 1750 lag er in de Mijldoorn een heilig hoopje of heuvel, een hoogte in het land die genoemd wordt in de context van te rooien heilige eiken.
- Er wordt gesproken van een (heilige) eik omringd met zeven kuiltjes.
- Er zou ooit een kruis of kapel op de plek bij de Heilige Heuvel zijn geplaatst, maar deze is verdwenen.
- De heilige eiken werden gerooid in opdracht van de classis Peel- en Kempenland, met het doel de paapse stoutigheden van de lokale bevolking te bestrijden (volgens een plakkaat van de Staten Generaal uit 1750). Dat de bestrijding van het heidense gebruik niet helemaal effectief was, blijkt uit de aanwezigheid van zeven kuiltjes in de 19e eeuw. Men vereerde Onze Lieve Vrouw van Zeven Smarten bij de Kapelberg (een heuvel), waar men rondom zeven kruisjes kwam bidden om van koortsen bevrijd te worden.
- De naam Schijndel zou komen van skin, de schors van een eik waar leer mee werd gelooid. Ook wordt spookbos genoemd, schijn (spook) en loo (bos).

## Trivia
- Ook in de boom waaronder de Menhirs van Oppagne staan worden lapjes gehangen om vergelijkbare redenen.
- Een bos van vermaeck (zoals in Schijndel) was vaak een doolhof/labyrint.
- Ook in een kerstboom worden naast de ballen vaak linten of slingers gehangen.
- Soms gaat het niet om een boom, maar om een heel bos (zoals bij Senarpont in Noord-Frankrijk[3]).